# دی‌هیدروکاواین
دی‌هیدروکاواین (به انگلیسی: Dihydrokavain) با فرمول شیمیایی C۱۴H۱۶O۳ یک ترکیب شیمیایی با شناسه پاب‌کم ۹۸۳۵۶ است. که جرم مولی آن ۲۳۲٫۲۷ g/mol می‌باشد. 